# Сретен Вукосавлевич
Сретен (Срета) Вукосавлевич (на сръбски: Сретен Вукосављевић или Sreten Vukosavljević) е сръбски и югославски социолог и политик, дописен член на Югославската академия на науките и изкуството.

## Биография
Роден на 5 март 1881 година в Приеполе. След завършване на началното училище, като добър ученик е насочен да продължи образованието си. Прогимназия учи в Плевля, Валево и Белград и завършва Учителска школа в Алексинац. От 1901 година работи като учител в селата от Тимошка Крайна, а в 1905 година е назначен за директор на начално училище в Приеполе. След Младотурската революция в 1908 година е делегат на Първата сръбска конференция, провела се между 12 и 15 август 1908 година в Скопие, на която е основана Сръбска демократическа лига в Османската империя. През 1909 годин става училищен инспектор в Черна гора, а след това в 1911 година отива в Скопие, където попечител сръбските основни училища.
Той участва в Първата и Втората балканска война през 1912 и 1913 години, в които е командир на доброволците от Санджак. След края на войната, е назначен за срезки началник в Кавадарци. Участва и в Първата световна война (1914 – 1918). В 1919 година е назначен за главени комисар на аграрната реформа в Скопие. На изборите в 1920 година е избран за член на Народната скупщина на Кралството на сърби, хървати и словенци. Два пъти е бил държавен подсекретар.
През 1925 година, поради нарастващото несъгласие с политиката на режима, е пенсиониран на 44 години и се връща в Приеполе. Оттегля се от политическия живот и се посвещава изцяло на научен труд – социологията на селото. Своите възгледи и коментари на обществения живот публикува във вестниците „Санджак“, „Цариградски гласник“, „Вардар“, „Цетински вестник“ и „Политика“. Заради популярността, придобита от тези текстове, той става хоноруван преподавател в Юридическия факултет на Белградския университет.
По време на Втората световна война в 1943 година се присъединява към съпротивата, а през ноември същата година, става президент на Земското вече за национално освобождение на Санджак. Той е участник във Втората сесия на АВНОЮ, проведена в Яйце на 29 и 30 ноември 1943 г., когато е избран за член на председателството на АВНОЮ.
През юли 1944 година по предложение на председателя на Националния комитет за освобождение на Югославия, маршал Тито, е включен в правителството на д-р Иван Субашич, като министър на храните и горите и рудите. Когато на 7 март 1945 г. е формирано Временното правителство на Демократична Федеративна Югославия, е назначен за министър на колонизацията.
След края на войната в 1945 година е избран за представител и член на Президиума на Народната скупщина на ФНРЮ и за член на Президиума на Народната скупщина на НР Сърбия.
По-късно той отново се оттегля от политическия живот и се отдава на научната работа. От 1948 г. до 1951. е професор в Юридическия факултет в Белград, а от 1951 г. като един от първите основатели на социологията в Сърбия и Югославия, е назначен за директор на Института за изследване на селото на Сръбската академия на науките и изкуствата. Той е член-кореспондент на Югославската академия на науките и изкуствата. Публикувал е много статии и дискусии по темата на селските социология.
По време на освободителната война, като партизанин, загива синът му Душан.
Умира на 9 август 1960 година. година в Ровин и е погребан с държавни почести в Новото гробище в Белград.
Носител е на много отличия, включително Националния медал за освобождение, който му е връчен на 26 февруари 1945 година.